# 国際連合安全保障理事会決議35
国際連合安全保障理事会決議35（こくさいれんごうあんぜんほしょうりじかいけつぎ35、英: United Nations Security Council Resolution 35, UNSCR35）は、1947年10月3日に国際連合安全保障理事会で採択された決議。インドネシア情勢に関してのものであり、決議第31号（下記）で設立を定めた三者委員会に対する追加規定について示されている。

## 概要
事務総長が国際連合安全保障理事会決議31で取り決められたオランダ代表、インドネシア代表、両代表によって選ばれた委員の合計3人からなる三者委員会の議長となり、組織の機能に努めるとともに、同委員会に対して可能な限り迅速にその機能を発揮することを要請した。
決議は、ポーランドとソビエト連邦の棄権を除いた賛成9票で可決された。

## 詳細
以下はその和訳。
安全保障理事会は以下のことを決議する。
1. 事務総長に対し、3人委員会8の招集者としての役割を果たし、その作業組織を手配するよう要請すること。
2. 3人委員会に対し、その機能の行使を最大限迅速に進めるよう要請すること。

8 安保理決議31を参照のこと。